# Eosentomon commune
Eosentomon commune är en urinsektsart som beskrevs av Yin 1965. Eosentomon commune ingår i släktet Eosentomon och familjen trakétrevfotingar. Inga underarter finns listade i Catalogue of Life.